# Ara Tonton Moncrang
Ara Tonton Moncrang is een bestuurslaag in het regentschap Aceh Utara van de provincie Atjeh, Indonesië. Ara Tonton Moncrang telt 223 inwoners (volkstelling 2010).